# Ignorância

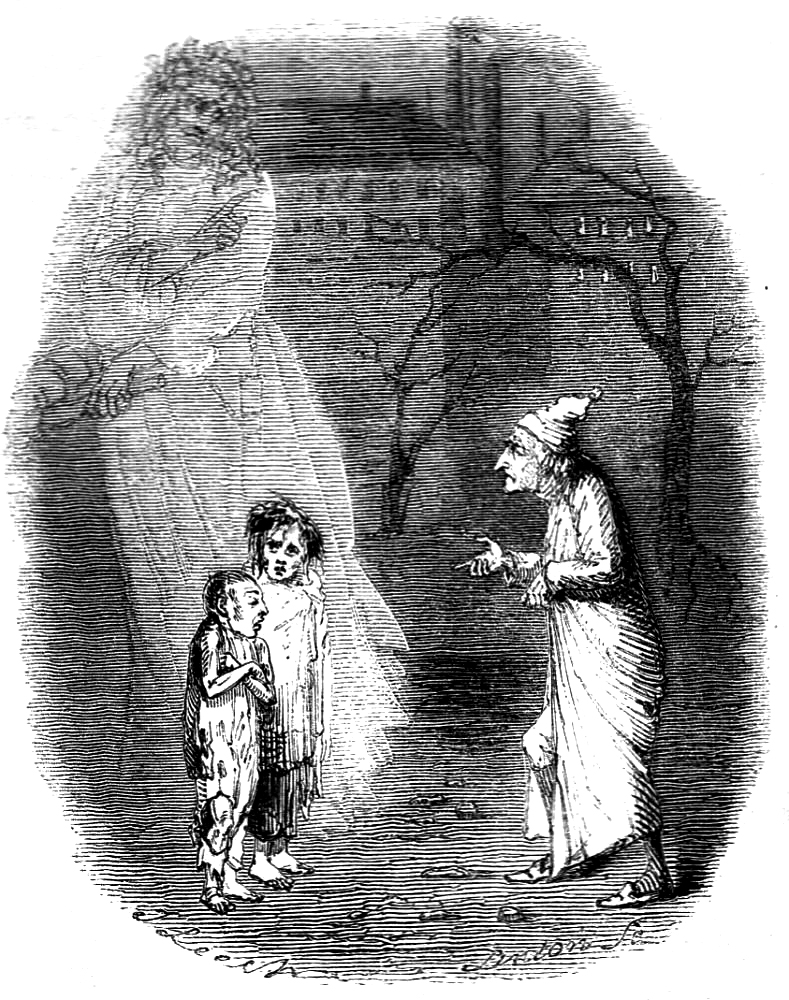
Ebenezer Scrooge se encontra a Ignorância e a Miséria em 'Canção de Natal' de Charles Dickens.

A ignorância se refere à falta de conhecimento. A palavra ignorante é um adjetivo que descreve uma pessoa em estado de consciência e pode descrever indivíduos que deliberadamente ignoram ou desconsideram informações ou fatos importantes, ou indivíduos que desconhecem informações ou fatos importantes. 
A ignorância pode aparecer em três tipos diferentes: ignorância factual (ausência de conhecimento de algum fato), ignorância objetual (não-familiaridade com algum objeto) e ignorância técnica (ausência de conhecimento de como fazer alguma coisa).
Também pode-se classificar a ignorância em outros três tipos: nativa (advém da ingenuidade da infância ou de uma educação inapropriada), passiva (relacionada à especialização dos indivíduos, pois não é possível o indivíduo saber tudo sobre todos os temas que lhe interessa) e ativa (é a ignorância ativamente construída, mantida, regulada e difundida).

## Razões para a ignorância
As pessoas não experimentam gratificação instantânea e, portanto, não investem tempo e esforço no aprendizado e desenvolvimento. Erradicar a ignorância completamente da vida de um indivíduo é uma tarefa impossível, mas reduzir a lacuna pode realmente beneficiar o indivíduo a longo prazo.
Além disso, tomar a decisão de permanecer ignorante, comprometendo-se com uma ideologia, apesar da prova científica, é uma mentalidade perigosa que pode inibir um indivíduo de descobrir a verdade e, portanto, de se desenvolver como indivíduo.

## Consequências
Estudos sugerem que os adultos com uma educação adequada, que desempenham trabalhos enriquecedores e desafiadores, são mais felizes e controlam melhor o ambiente.